# Cara, Cluj

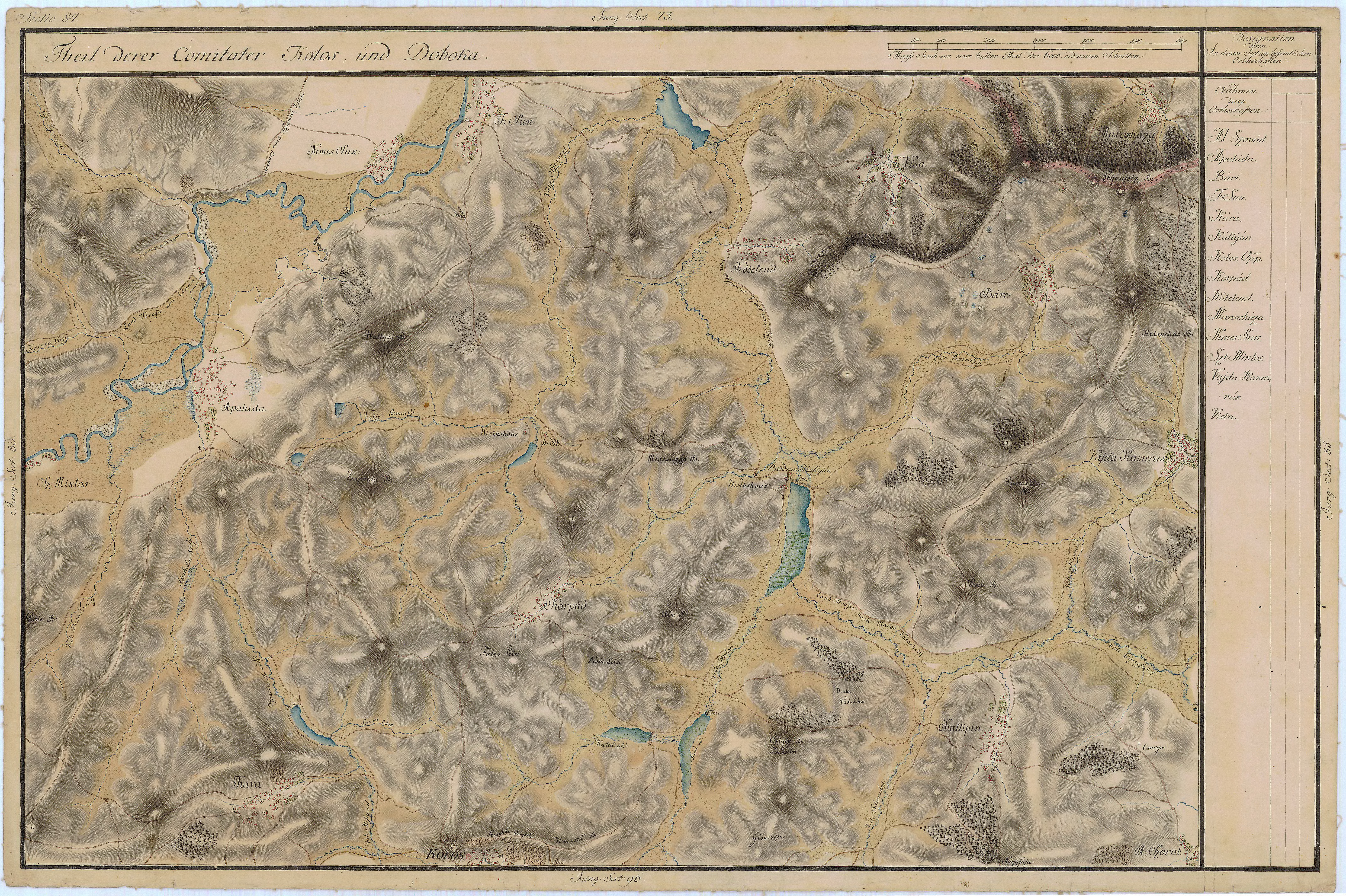
Cara pe Harta Iosefină a Transilvaniei, 1769-1773 (Sectio 084)

Cara (în maghiară Kolozskara) este un sat în comuna Cojocna din județul Cluj, Transilvania, România.
Pe Harta Iosefină a Transilvaniei din 1769-1773 (Sectio 084), localitatea apare sub numele de „Kara”.

## Date geografice
Pe teritoriul acestei localități se găsesc izvoare sărate.

## Istoric
În Evul Mediu sat cu populație de origină etnică mixtă (maghiari și români).
Acum majoritatea sunt români, cateva famili de maghiari si de tigani. Este un sat in care lumea se ocupa cu agricultura.
In Cara au avut loc descoperiri arheologice:
- seceră din bronz; datare: epoca bronzului (Muzeul de Istorie Turda)
- seceră din bronz cu mâner încovoiat; datare: epoca bronzului (Muzeul Sibiu)
- statuie reprezentând un vultur; datare: epoca romană (Muzeul Sibiu)
- inscripții: CIL, III, 1454, 1534 etc, aduse de la Sarmizegetuza; datare: epoca romană[2]

## Personalități
- Vasile Cosma (1924 - 2002), actor;
- Liviu Mocan (n. 1955), sculptor, poet.

## Imagini

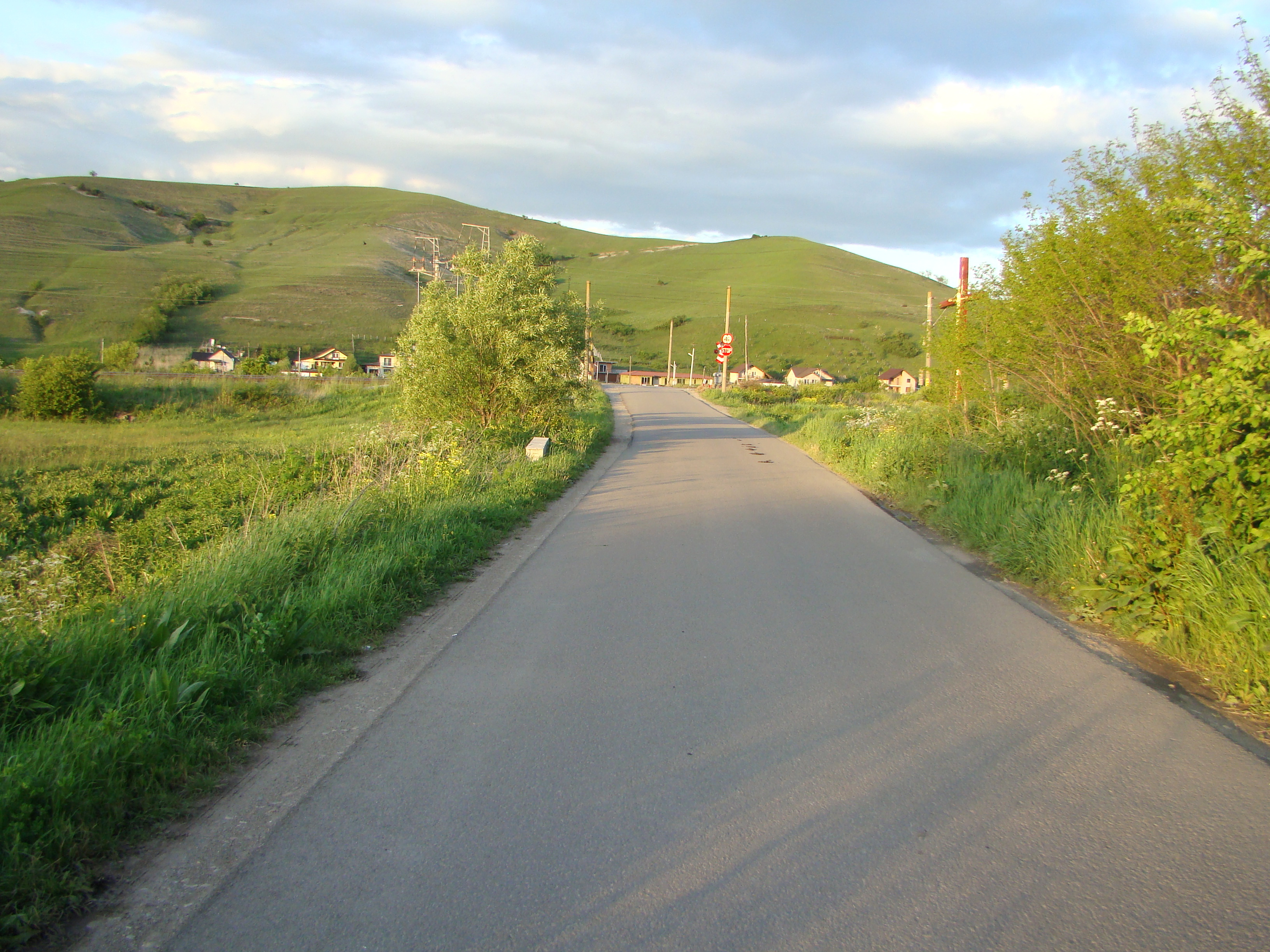
Drumul Apahida-Cara
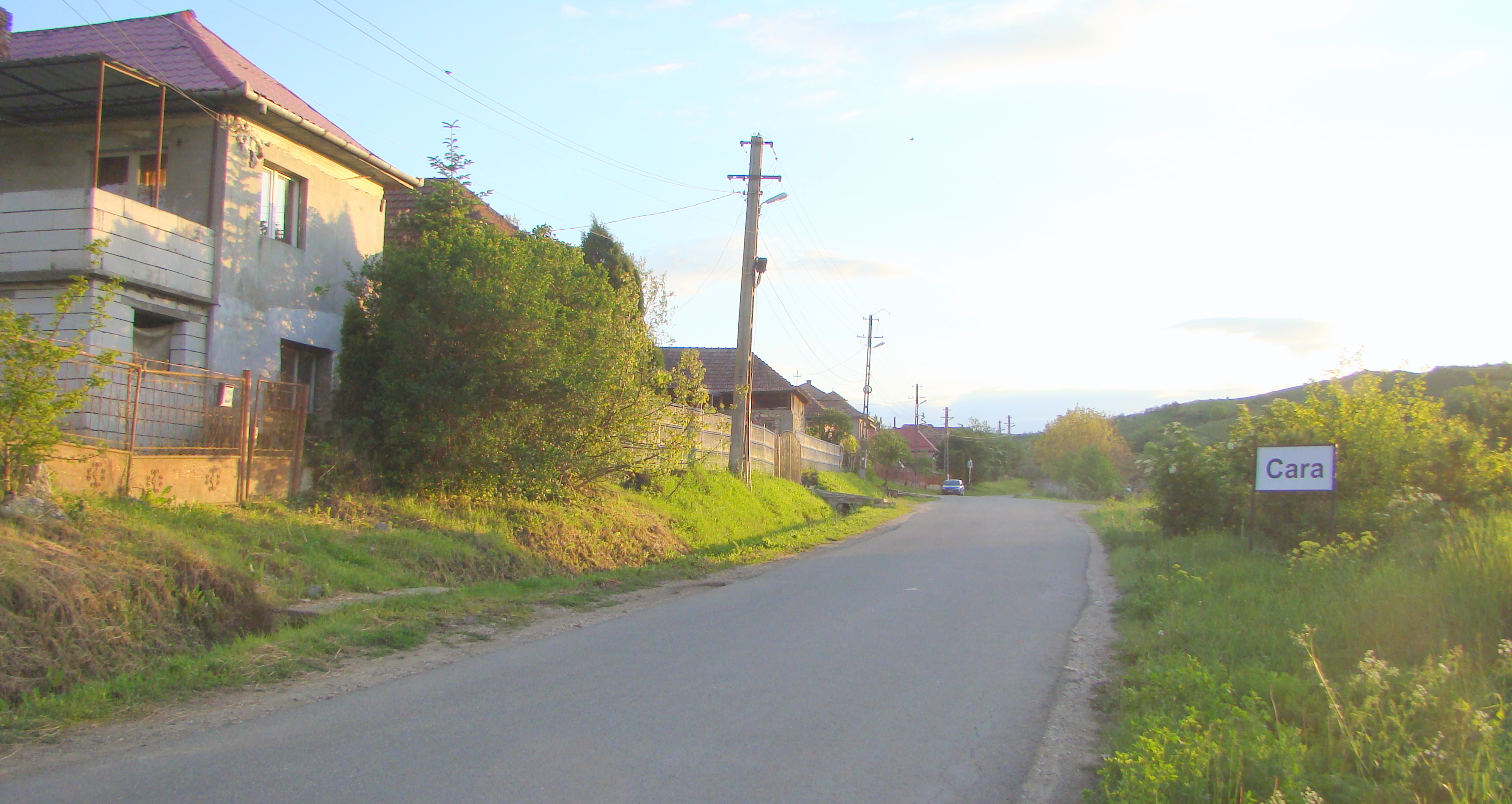
Intrarea în localitate
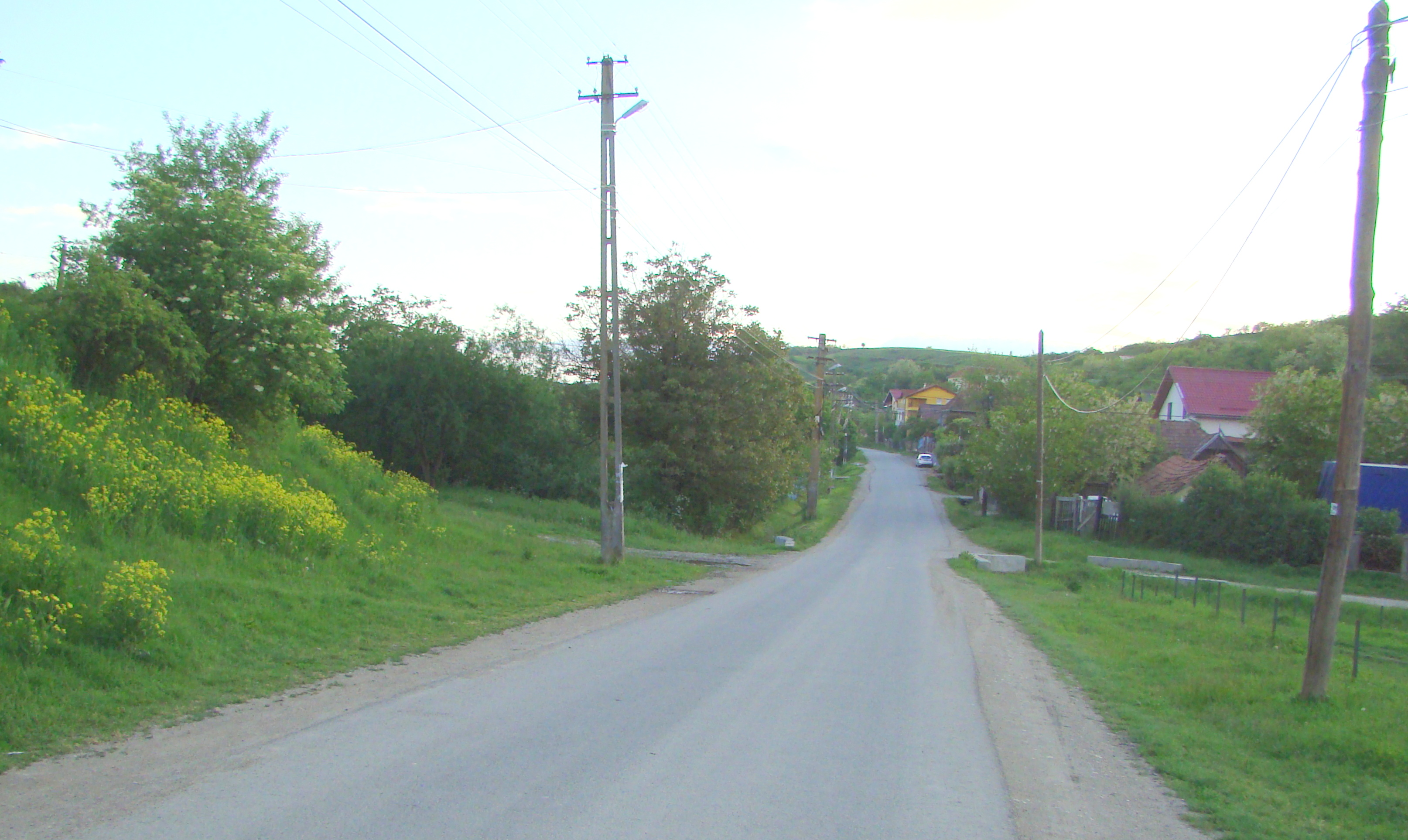
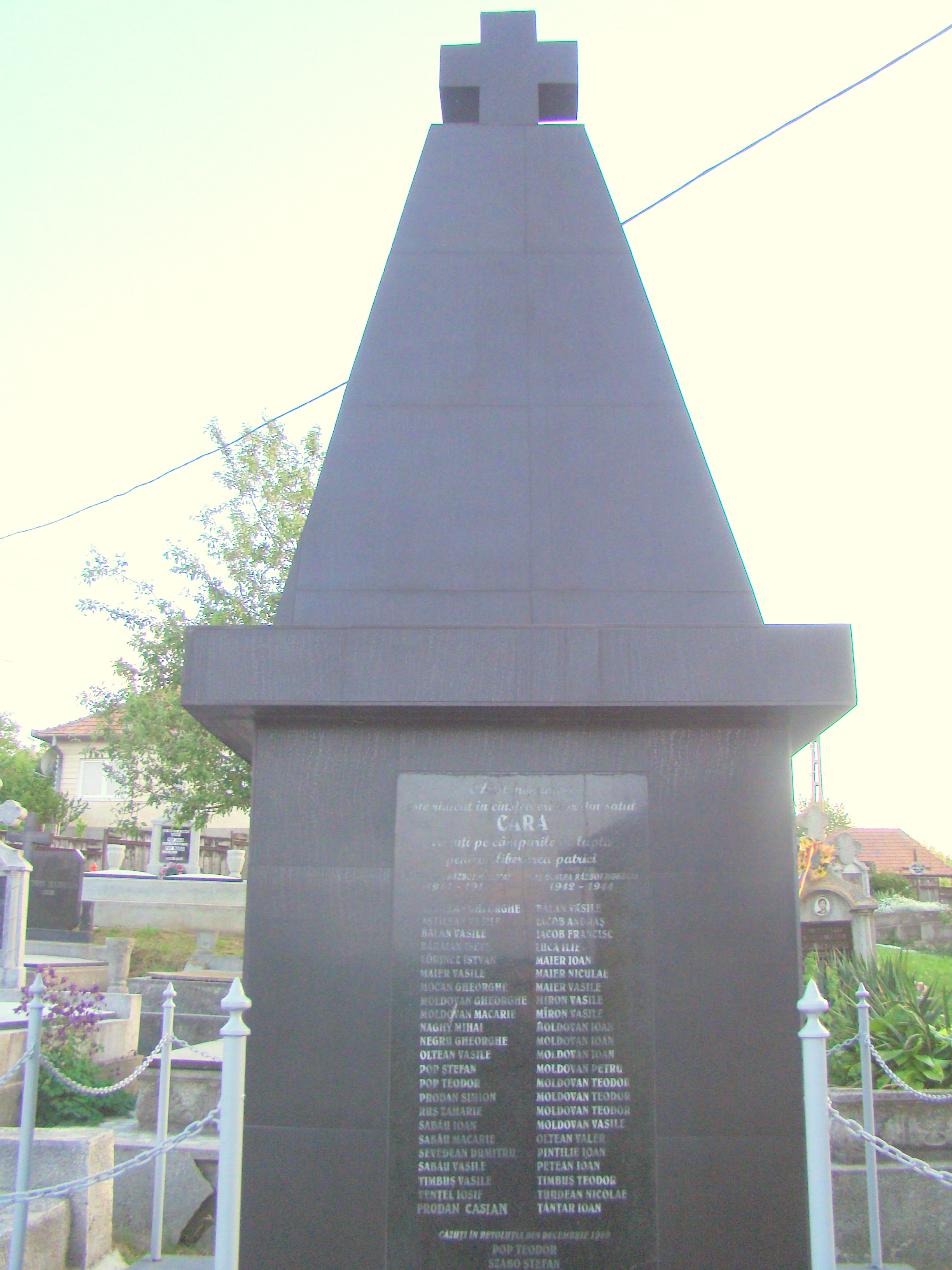
Monumentul eroilor
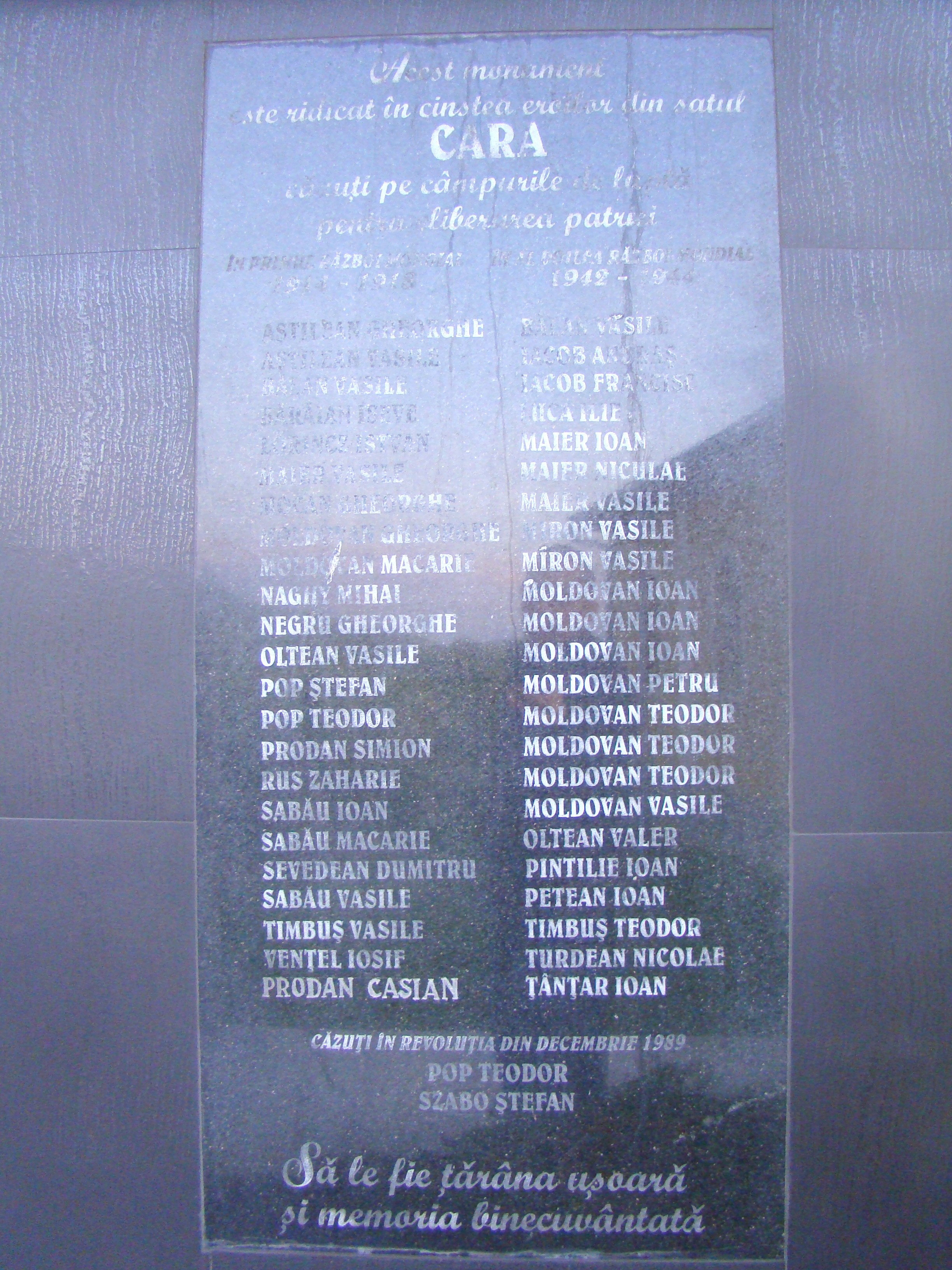
Monumentul eroilor (detaliu)
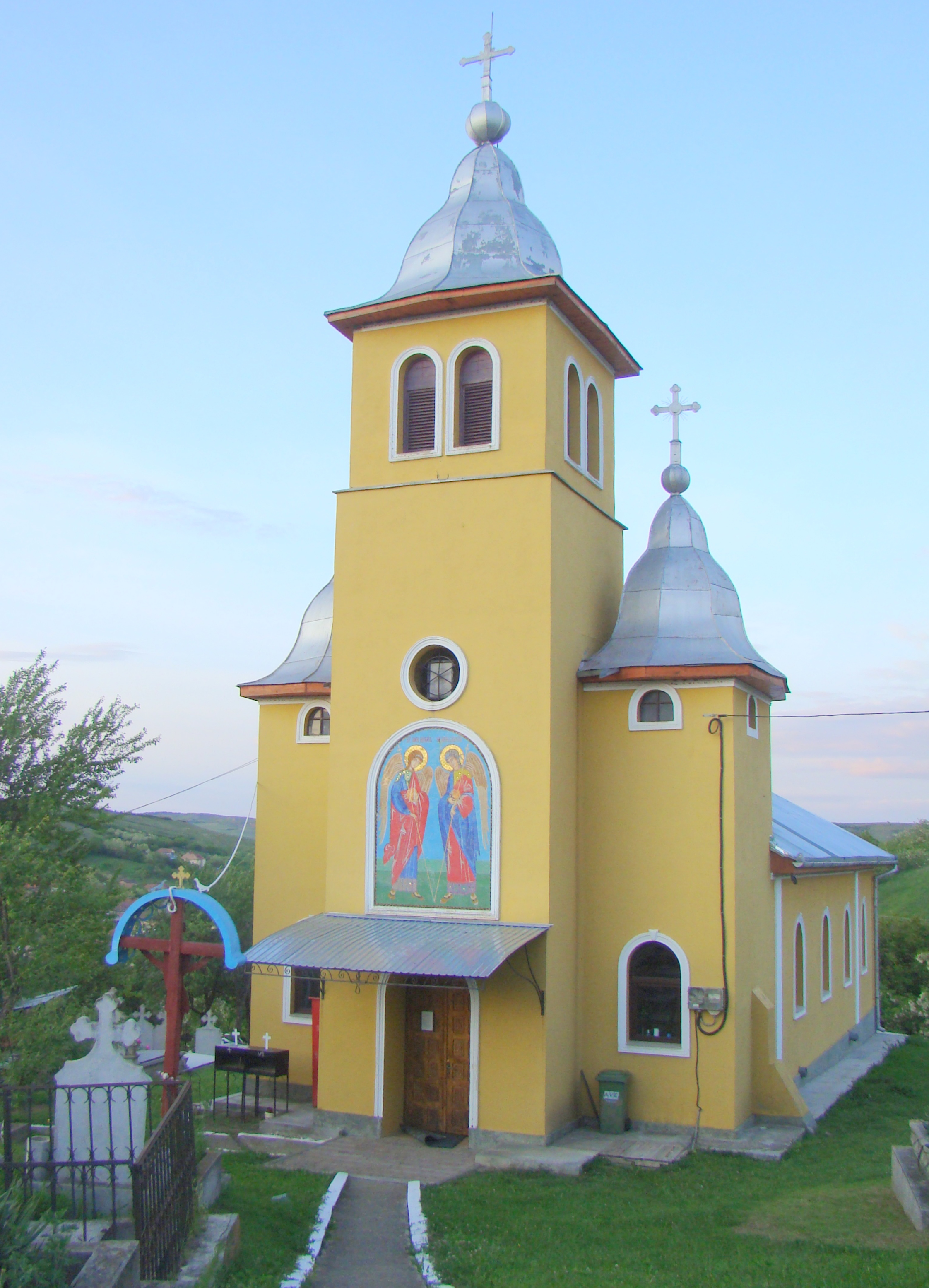
Biserica ortodoxă
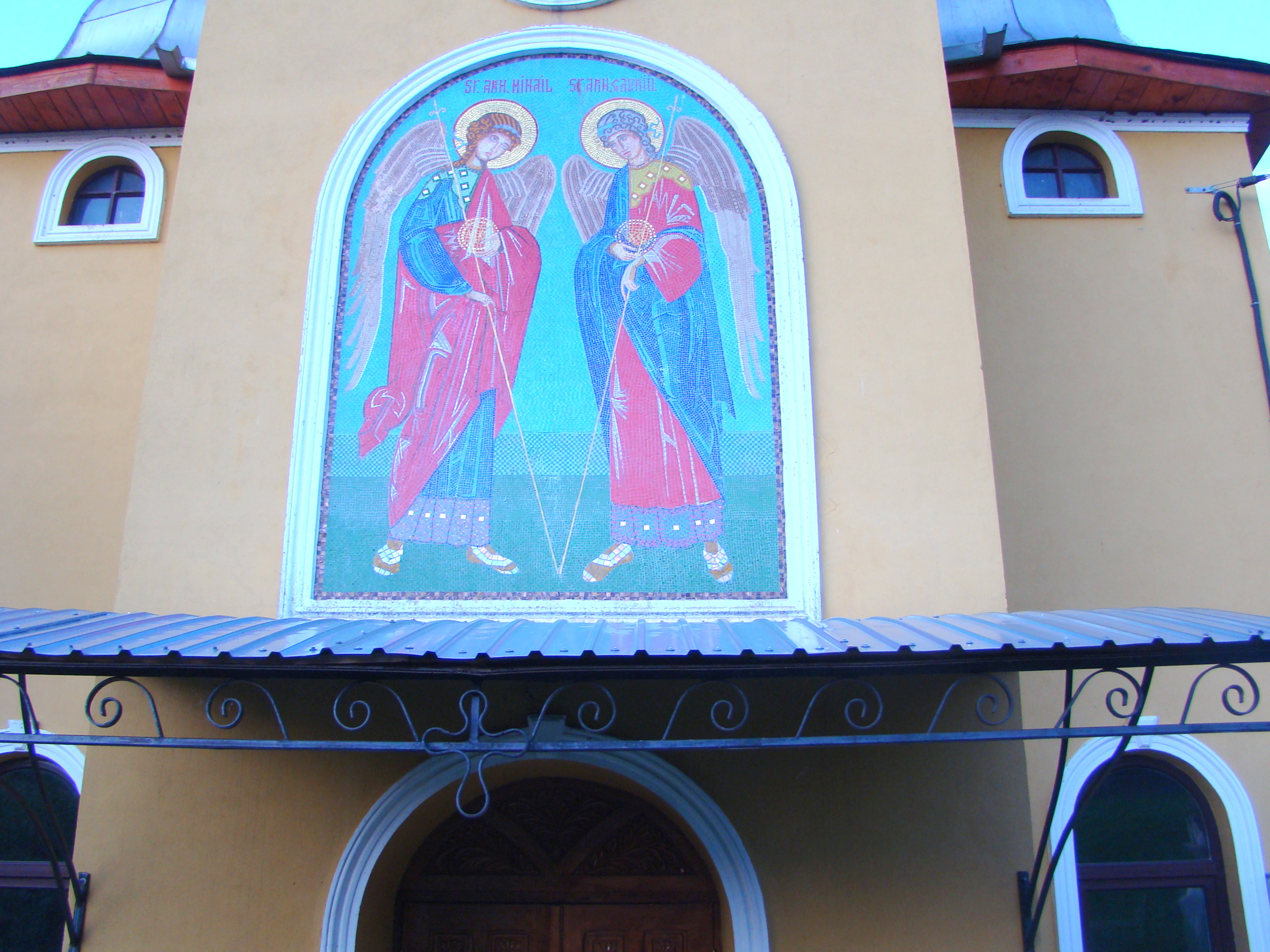
Icoana de hram
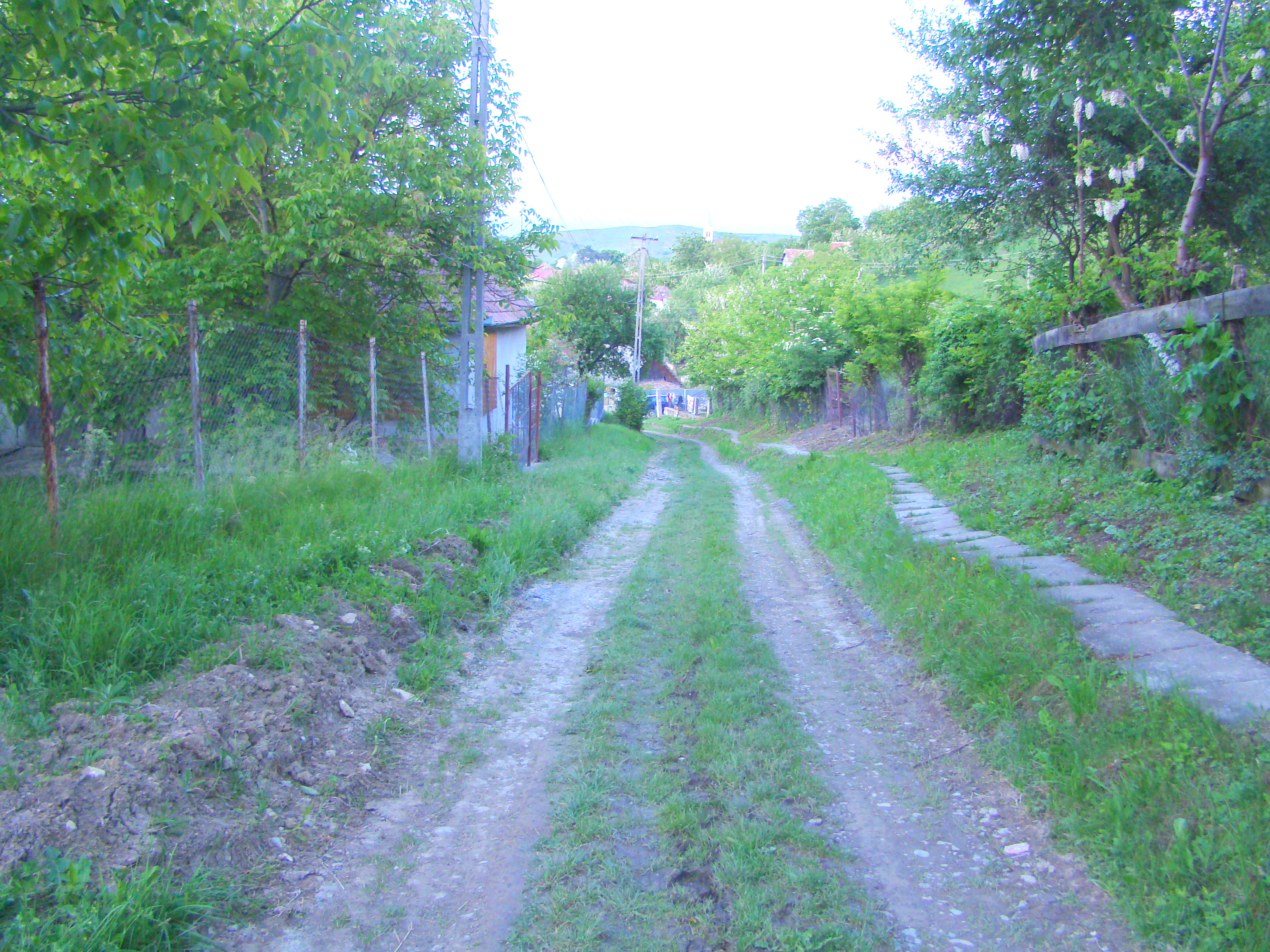
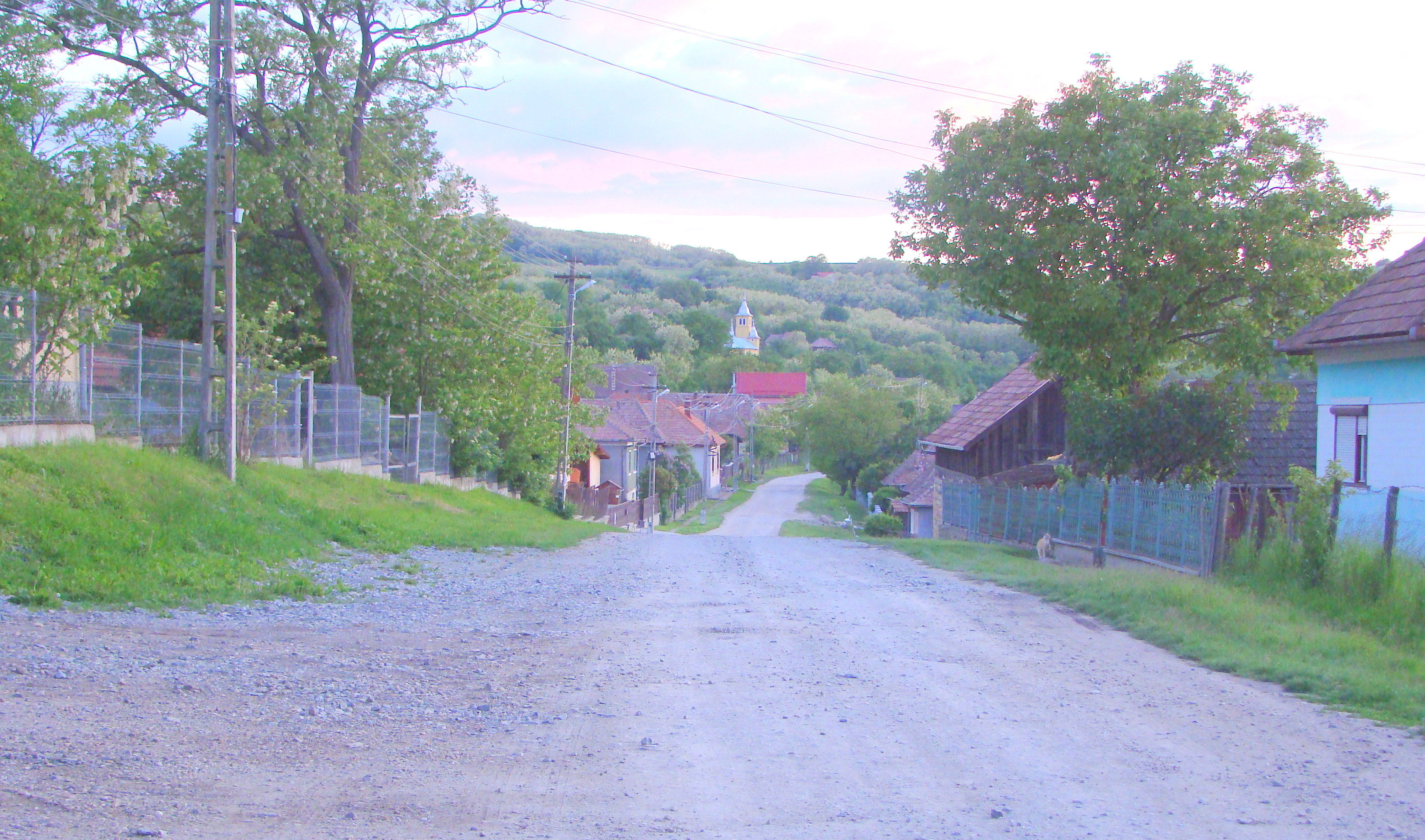
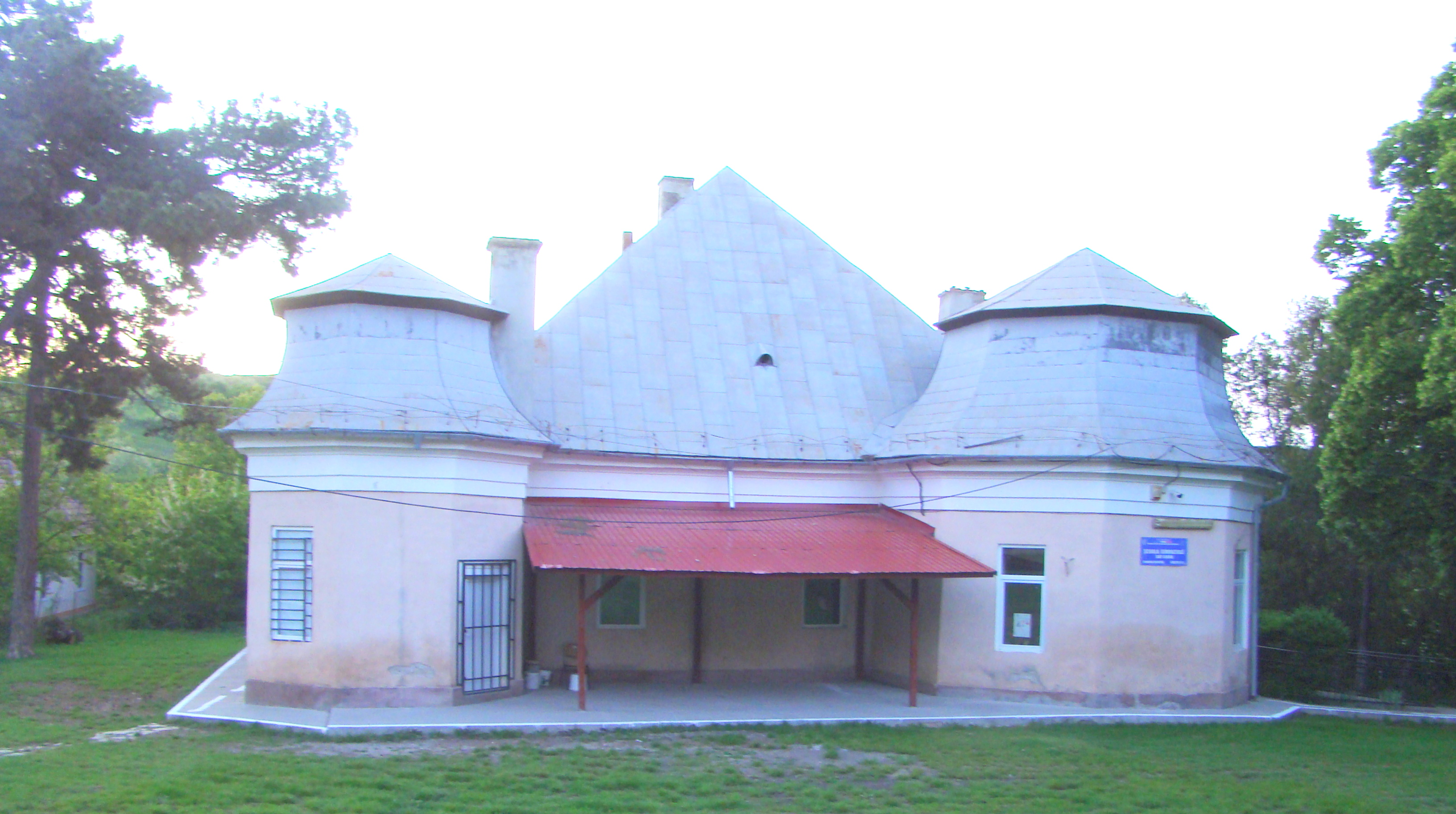
Școala (fosta reședință a grofului maghiar)
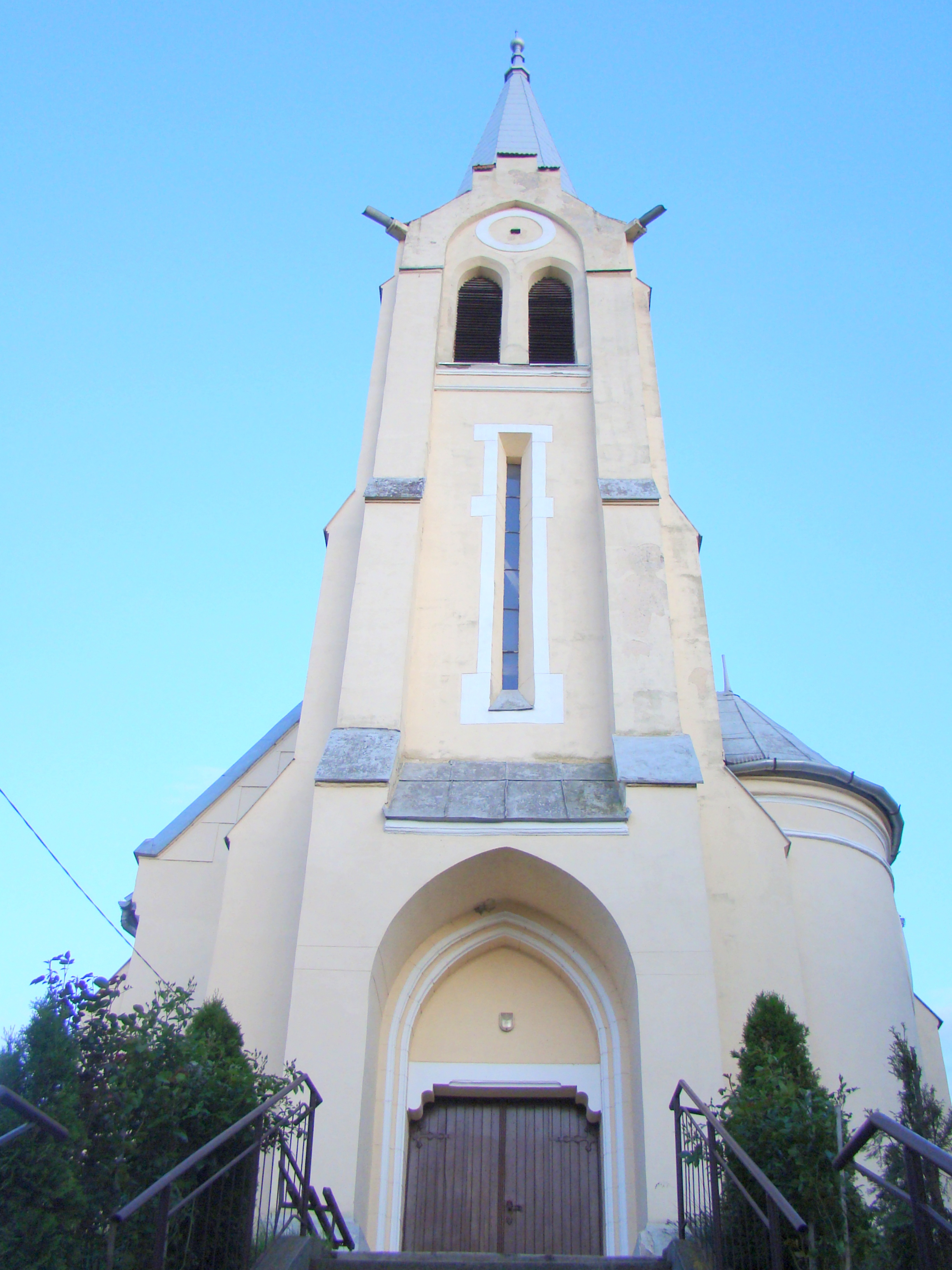
Biserica reformată (1914)
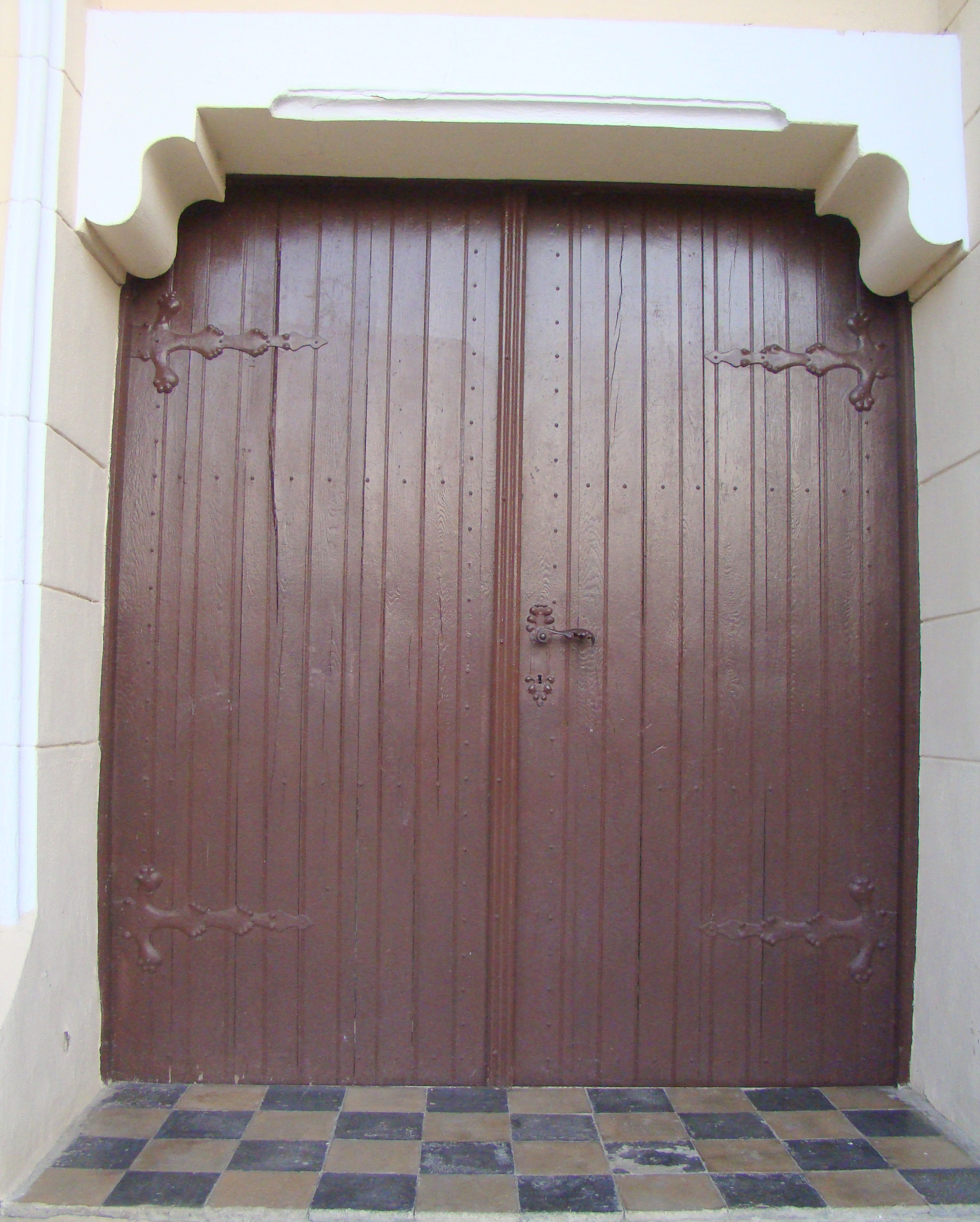
Ancadramentul intrării
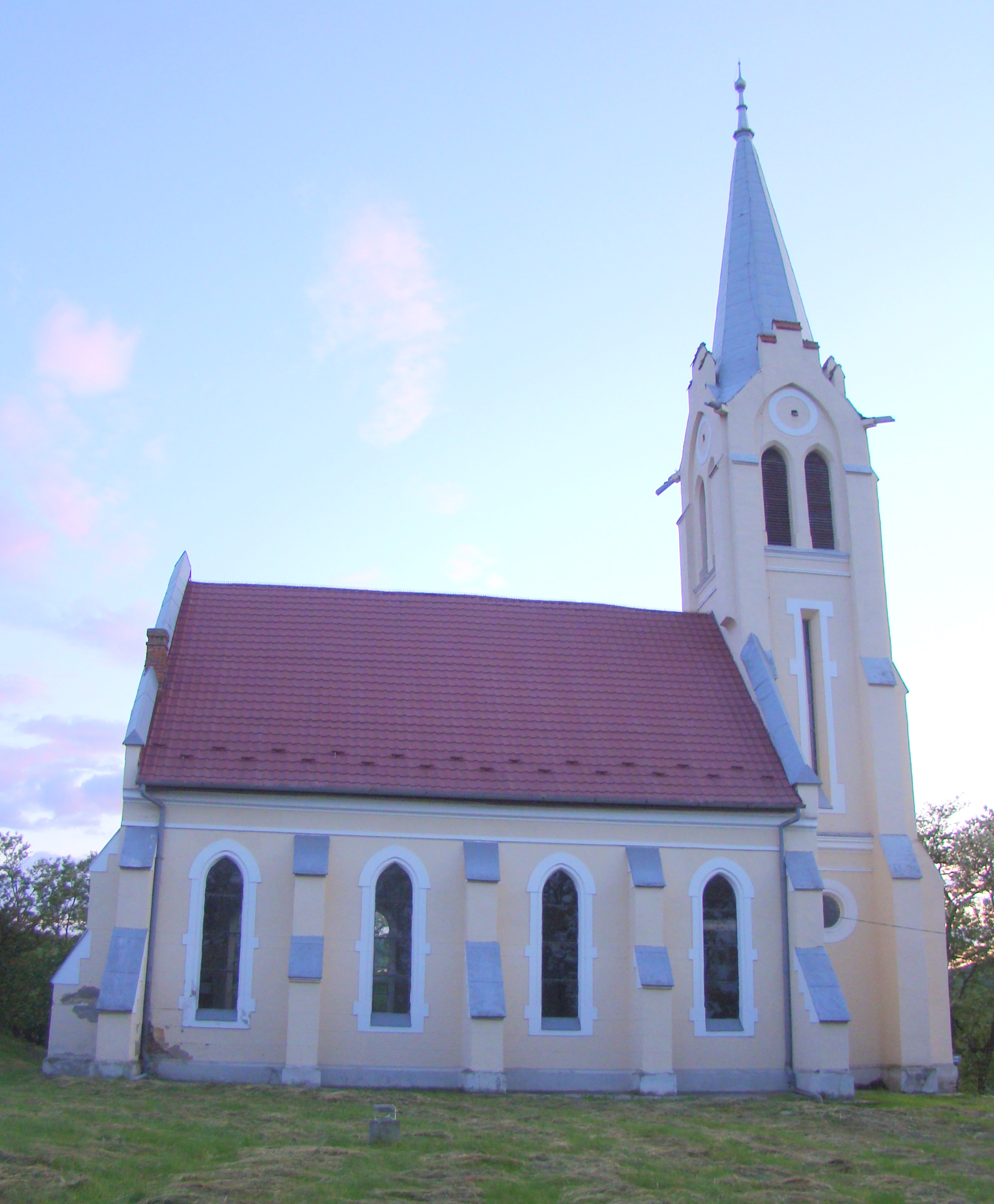
Biserica (nord)
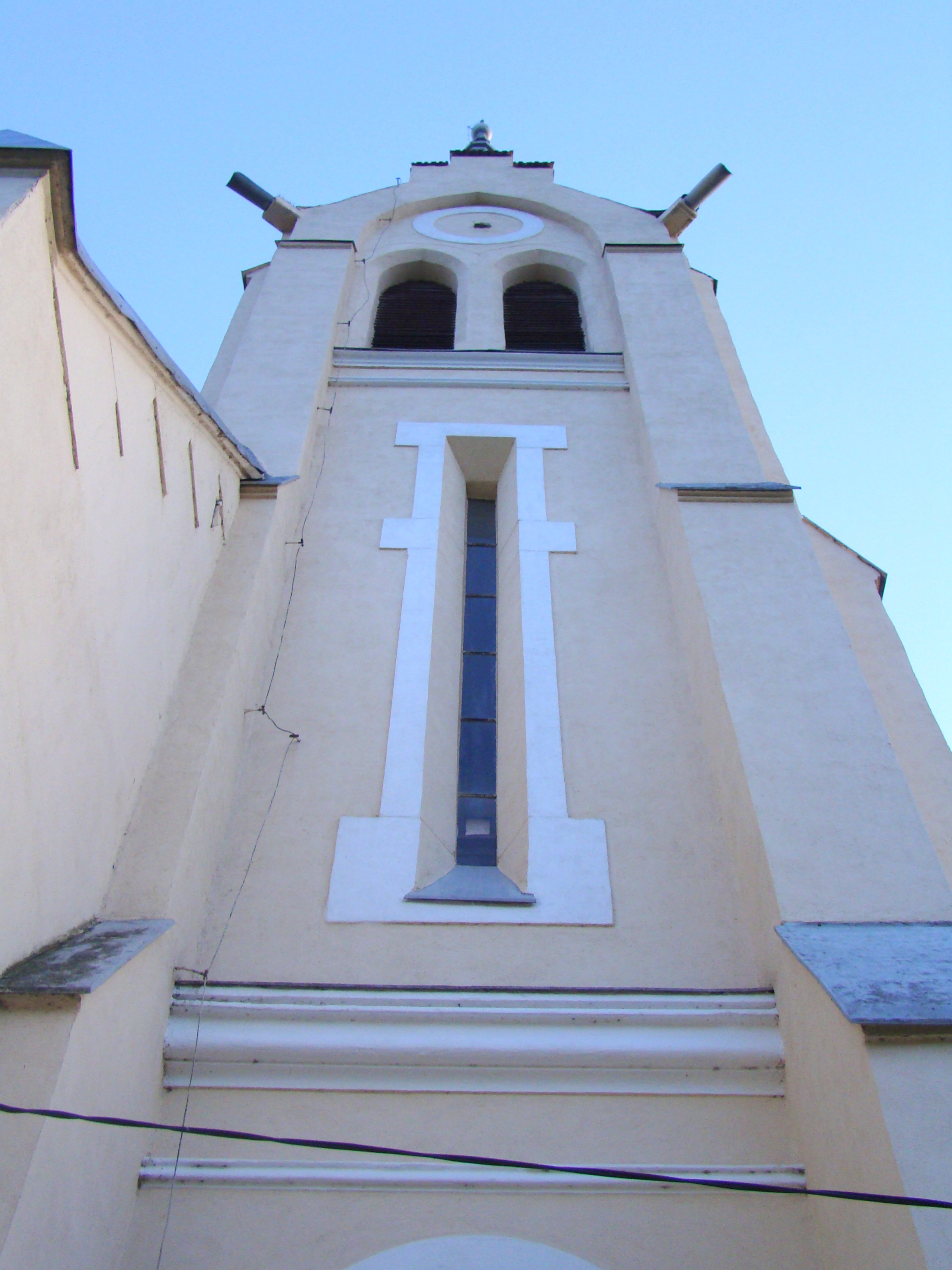
Turnul
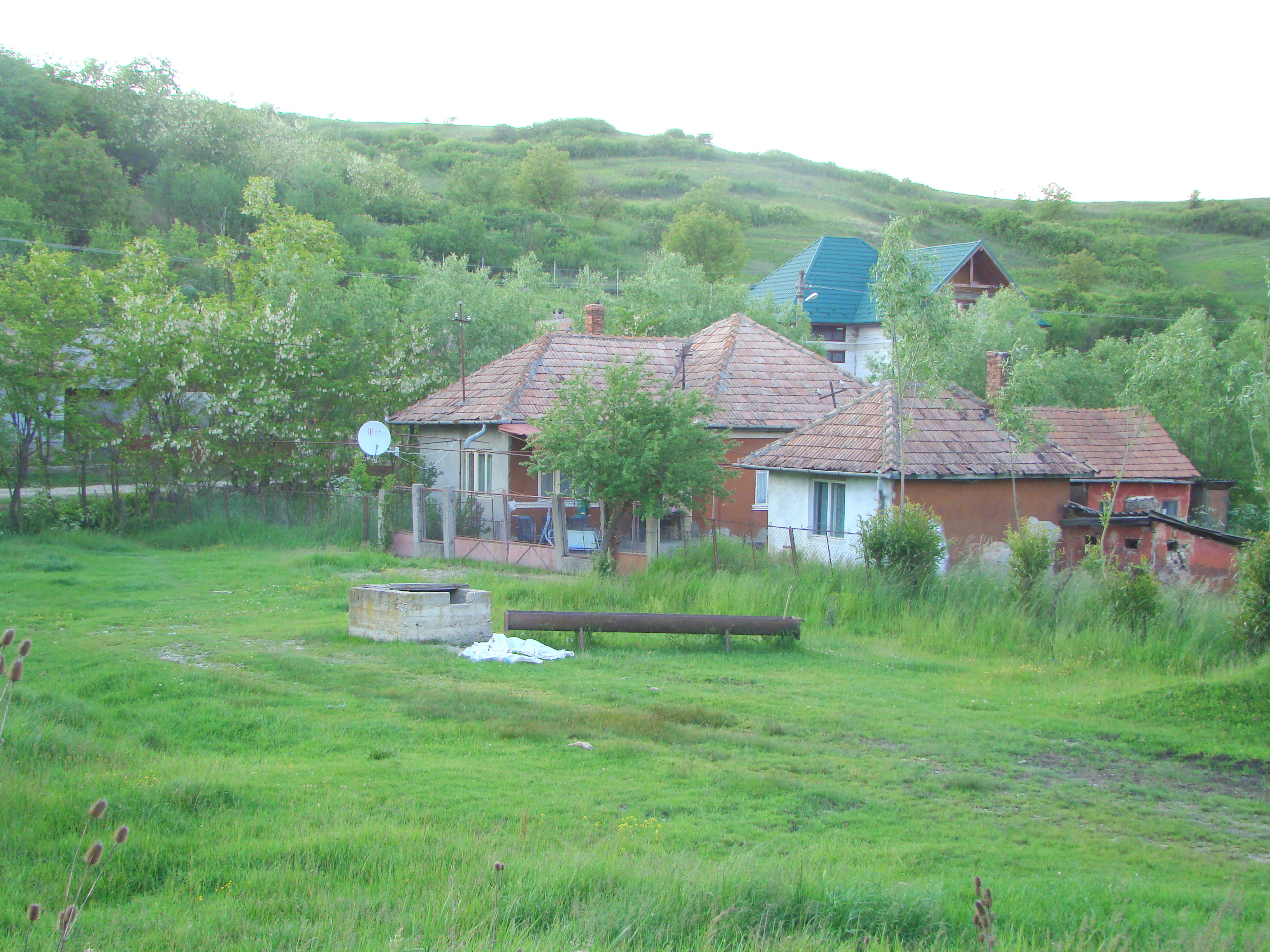
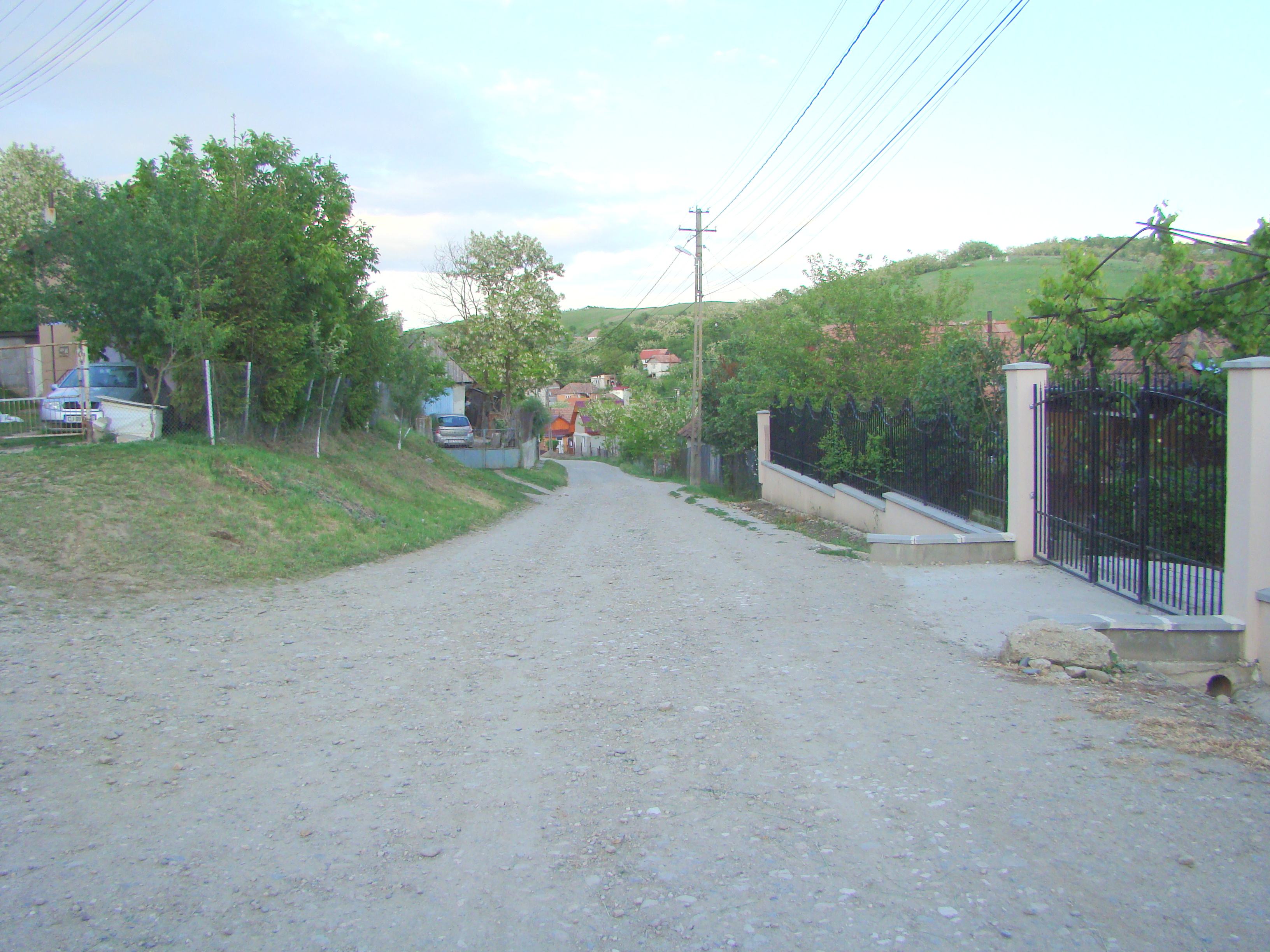